# Johann von Sporck
Johann von Sporck (Sporckhof, 1600. január 6. – Hermannstädtel, 1679. augusztus 6.) vesztfáliai porosz származású német gróf és báró, a lovasság tábornoka a bajor, majd az osztrák hadseregben. A mai Észak-Rajna-Vesztfália tartomány területéről származott. 

## Élete
Franz Nolte házasságon kívül született gyermeke, édesanyja neve nem ismert, csak anyai nagyapjáé: Jobst Sporck. Katonai pálya a harmincéves háborúban kezdődött. A bajor lovasság kötelékében részt vett a fehérhegyi csatában, ekkor mindössze húszéves volt. A svédek ellen vívott jankaui csatában tanúsított hősies magatartásáért, vezérőrnaggyá (Generalmajor) léptették elő 1645 márciusában, két évvel később pedig már altábornagyi rangban állt. 1647. október 12-én bárói rangra emelték, és Csehországban kapott birtokokat. Egy időben az olasz Ernesto Montecuccoli alatt teljesített szolgálatot.

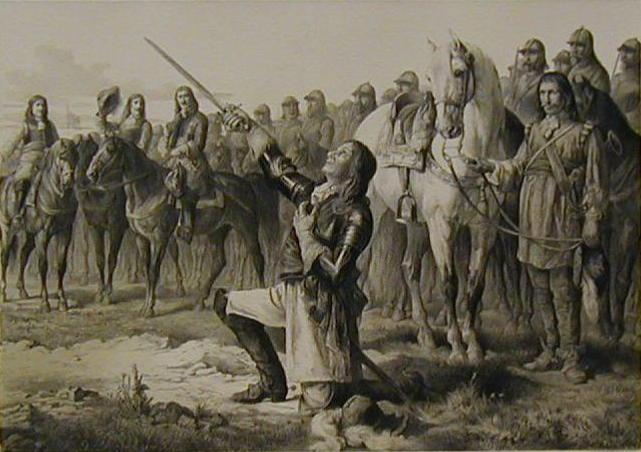
Johann von Sporck a szentgotthárdi csatatéren. Schönberg litográfiája 1840-ből

Lengyelországban, Schleswig-Holsteinban és végül Dániában harcolt a svédek ellen 1657 és 1660 között.
1663-ban Magyarországra vezényelték, ahol a törökök ellen vívott újabb háborúban vette ki a részét. Raimondo Montecuccoli generális alatt részt vett a szentgotthárdi csatában, ahol egy ezerfős német és horvát lovasokból álló csapatot vezényelt, és két török lovashadtestet vert szét egymaga.
A háború után továbbra is Magyarországon szolgált. 1670-ben elfojtotta a Wesselényi-összeesküvés keretében szórványosan kitört Habsburg-ellenes megmozdulásokat, amelyek Zrínyi Péter és Frangepán Ferenc Kristóf biztatására ütöttek ki, későbbi Thököly Imre ellen harcolt, a Felvidéken.
1674–75-ben a Rajna vidékén és Hollandiában a franciák ellen folytatott háborúban látott el katonai szolgálatokat. 1679-ben csehországi birtokán, Hermannstädtelben halt meg.

## Emlékezete
Carrarai márványból faragott életnagyságú szobrát felállították a Hadvezérek csarnokában, a bécsi Hadtörténeti Múzeumban.